# Gewöhnliches Krausblattmoos
Das Gewöhnliche Krausblattmoos (Ulota crispa) ist eine Laubmoos-Art aus der Familie Orthotrichaceae.

## Merkmale
Das Gewöhnliche Krausblattmoos ist in den Merkmalen und Standortansprüchen der Schwesterart Bruchs Krausblattmoos sehr ähnlich. Es bildet bis 2 Zentimeter große, runde, gelbgrüne Polster. Die aus eiförmiger Basis lineal-lanzettlichen, allmählich zugespitzten, etwa 3 Millimeter langen Blätter sind trocken stark gekräuselt, feucht mehr oder weniger abstehend. An den Rändern der Blattbasis befinden sich jeweils mehrere Reihen aus rechteckigen, wasserhellen Zellen. Die Laminazellen im oberen Blattteil sind papillös, rundlich-oval und meist 9 bis 12 µm groß (etwas kleiner als bei Bruchs Krausblattmoos). Sporophyten sind etwa 3 bis 5,5 Millimeter lang (ohne Deckel), die Kapsel jung und feucht glatt und oval, später tief längsgefurcht, schlank, weitmündig und unterhalb der Mündung verengt. Das Peristom ist doppelt, die äußeren Peristomzähne sind trocken zurückgeschlagen. Das Moos ist einhäusig und fruchtet regelmäßig. Sporenreifezeit ist im Frühling und Sommer.

## Ökologie
Als Epiphyt wächst das Gewöhnliche Krausblattmoos bevorzugt auf Borke von Laubbäumen, seltener von Nadelbäumen, gerne in luftfeuchten Wäldern wie in Bachtälern, Quellgebieten oder Mooren, aber auch in lichtreichen Waldrandlagen. Häufige Begleitmoose sind Orthotrichum-Arten, Ulota bruchii, Frullania dilatata, Radula complanata oder Hypnum cupressiforme. Auf Luftverschmutzung reagiert diese früher allgemein verbreitete Art empfindlich und wurde dadurch gebietsweise stark dezimiert.

## Vorkommen
Diese Moosart ist in der nördlichen Hemisphäre verbreitet. Neben Europa kommt es vor in Teilen Asiens, auf den Atlantischen Inseln, in Nordamerika, in Nordafrika. Ein weiteres Vorkommen gibt es in Tasmanien.

## Synonyme
Das Gewöhnliche Krausblattmoos wurde außer dem gültigen wissenschaftlichen Namen Ulota crispa (Hedw.) Brid. unter folgenden Synonymen beschrieben:
- Orthotrichum crispum Hedw.
- Ulota crispula Brid.
- Ulota nicholsonii Culm.
- Ulota ulophylla Broth.
- Ulota intermedia Schimp.
- Ulota crispa var. intermedia (Schimp.) Cardot